# Jac Morgan
Pour les articles homonymes, voir Morgan.

a Compétitions nationales et continentales officielles uniquement.

b Matchs officiels uniquement.
Dernière mise à jour le 4 août 2025.
Jac Morgan, né le 21 janvier 2000 à Carmarthen au pays de Galles, est un joueur international gallois de rugby à XV évoluant principalement au poste de troisième ligne aile. Il joue en United Rugby Championship au sein de la province des Ospreys depuis 2021.

## Biographie

### Jeunesse et formation
Jac Morgan nait à Carmarthen, mais grandit à Brynamman (en),. Parlant couramment le gallois, il est notamment scolarisé au sein de l'Ysgol Dyffryn Aman (en), une école bilingue où est autant parlé l'anglais que le gallois.
Il commence le rugby au Cwmtwrch RFC (en) où son père, ses oncles et son grand-père ont également joués. Des catégories des moins de 8 ans jusqu'en moins de 16 ans il joue dans ce club, avant de rejoindre le Amman United RFC (en). Par la suite, il est retenu dans les équipes de jeunes des Scarlets. Il étudie au Coleg Sir Gâr (en).
Il évolue principalement comme troisième ligne aile, comme son idole de jeunesse Richie McCaw,, mais peut aussi évoluer en troisième ligne centre,.
Début 2018, peu de temps après ses dix-huit ans, il signe avec l'équipe senior d'Aberavon RFC pour évoluer dans la Welsh Premiership,. Pendant l'été 2018, l'équipe du pays de Galles des moins de 18 ans le retient pour disputer les U18 International Series en Afrique du Sud, étant capitaine de la sélection, où il est nommé meilleur avant de la compétition,. À son retour, les Scarlets lui offrent une place dans leur Academy (centre de formation) qu'il rejoint mais continue d'évoluer avec Aberavon RFC également. À côté du rugby, il entreprend un apprentissage en génie mécanique et occupe très tôt un emploi à temps plein dans une entreprise basée à Llansamlet, dans la banlieue de Swansea, pendant un an, avant d'essayer de se lancer dans une carrière de rugbyman professionnel en commençant à s'entrainer à plein temps avec les Scarlets,.
En janvier 2019, il est sélectionné par l'équipe du pays de Galles des moins de 20 ans pour préparer le Tournoi des Six Nations des moins de 20 ans. Durant la compétition, où il est titulaire durant les cinq matchs, il est nommé capitaine après la blessure de Tommy Reffell lors de la première journée, contre l'Angleterre il est élu homme du match dans une rencontre où son équipe s'impose 11-10. En fin de saison, il est élu Jeune joueur de la saison 2018-2019 de son club d'Aberavon RFC. Pendant l'été, il fait partie du groupe gallois pour le Championnat du monde junior 2019 où il réalise des bons matchs en tant que titulaire au poste de troisième ligne centre.
Il est considéré comme l'un des joueurs gallois les plus prometteurs,,.

### Carrière professionnelle

#### Débuts aux Scarlets (2019-2021)
Jac Morgan fait ses débuts professionnels à la mi-novembre 2020 avec les Scarlets, à l'âge de vingt ans, lors d'une victoire 20-16 contre les London Irish en Challenge européen. Deux semaines plus tard, il fait également ses débuts en Pro14 face à l'Ulster où il inscrit son premier essai en professionnel. Puis, il connaît sa première titularisation en décembre face à l'Aviron bayonnais. Pour sa première saison professionnelle, il a pris part à cinq rencontres et inscrit un essai. À partir du mois de janvier, il est de nouveau sélectionné avec l'équipe du pays de Galles des moins de 20 ans, pour participer au Tournoi des Six Nations des moins de 20 ans 2020 où le staff gallois le nomme capitaine. Durant la compétition, il est titulaire en troisième ligne aile sur l'ensemble du Tournoi et il est le joueur ayant réalisé le plus de grattages durant ce dernier,.
Lors de la saison 2020-2021, il se fait petit à petit une place de titulaire dans l'effectif des Scarlets à partir d'octobre. Durant l'un de ces matchs, il est notamment l'auteur d'une performance exceptionnelle en réussissant trente plaquages sur trente-et-un tentés face au Connacht et empêchant également une occasion d'essai adverse sur sa propre ligne. Cependant, il subit une blessure au genou lors de son premier match de Coupe d'Europe contre Bath Rugby en décembre. Il ne fait son retour qu'à la mi-février, face au Benetton Trévise où il délivre une bonne performance en inscrivant un doublé, contribuant à la victoire avec bonus offensif des siens. La semaine suivante, il est l'auteur de 25 plaquages et aide son équipe à remporter un match important face à Édimbourg Rugby, de ce fait, il est nommé meilleur joueur du mois de février des Scarlets en récompense de ses bons matchs. Toutefois, le mois suivant, il est annoncé qu'il rejoint les Ospreys à partir de la saison suivante. Cette saison-là, il dispute quatorze matchs en tant que titulaire toutes compétitions confondues et inscrit trois essais. Il fait partie des joueurs ayant récupérés le plus de ballons à l'adversaire avec quatorze turnovers réalisés, tout comme Chris Cloete (en), durant la saison de Pro14.

#### Départ aux Ospreys et premières sélections avec le pays de Galles (2021-2023)
Dès son arrivée aux Ospreys, il est aligné comme titulaire au poste de no 7 dans le United Rugby Championship (URC) en disputant huit des dix premières journées. Pendant l'un de ces matchs, il est élu homme du match lors d'une victoire 18-10 face au Munster invaincu jusque-là. Il est alors pressenti pour intégrer la sélection galloise pour les tests d'automne mais le sélectionneur, Wayne Pivac, indique que Jac n'est pas encore adapté au style de jeu du pays de Galles tout en indiquant qu'il a eu des contacts avec lui pour le faire progresser. Cependant, en janvier 2022, il est finalement appelé pour préparer le Tournoi des Six Nations. Il est retenu en tant que titulaire pour affronter l'Écosse, lors de la deuxième journée, et fait donc ses débuts internationaux où il réalise treize plaquages durant la victoire de son équipe 20-17. Pour les deux journées suivantes, il prend place sur le banc et ne joue pas la dernière rencontre du Tournoi. Pour sa première saison aux Ospreys, il dispute quatorze matchs en tant que titulaire et inscrit un essai. Il est également récompensé en remportant le prix du Turnover King, récompensant le joueur ayant récupéré le plus de possession pour son équipe dans l'URC, avec 24 unités durant la saison.
Durant l'été suivant, il n'est étonnement pas retenu avec le pays de Galles pour la tournée contre les Springboks malgré de bonnes performances tout au long de la saison dernière. Néanmoins, il est retenu pour les tests de fin d'année 2022. Contre l'Argentine, il prend place sur le banc des remplaçants, avant d'être titularisé pour les rencontres contre la Géorgie et l'Australie où il inscrit deux doublés mais son équipe s'incline à chaque fois, dont une défaite historique face à la Géorgie, toutefois il reçoit les louanges de la presse et du public en rapport à ses prestations personnelles de qualité,. Ensuite, le nouveau sélectionneur du XV du Poireau, Warren Gatland, l'appelle pour le Tournoi des Six Nations 2023. Il est alors annoncé comme l'un des joueurs à surveiller côté gallois,. Quelques jours après l'annonce de la liste de Gatland, il inscrit un essai décisif à la 90e minute de la rencontre, qui est ensuite transformé par Owen Williams, permettant à son équipe de s'imposer 27 à 26 sur la pelouse des Leicester Tigers en Champions Cup et de sceller la qualification des Ospreys pour les huitièmes de finale de la compétition. Deux semaines plus tard, lors du premier match du Tournoi, il est titulaire en troisième ligne aile, puis il est aligné en troisième ligne centre pour la deuxième journée de la compétition. Il n'est pas retenu pour la troisième journée, mais il est titulaire contre l'Italie lors de l'échéance suivante avant de se blesser à la cheville pendant l'entraînement, le rendant alors forfait pour le dernier match contre la France. Son équipe termine à une décevante cinquième place avec seulement une victoire face à l'Italie. Sa blessure, durant la compétition, le contraint à se faire opérer et il est forfait pour la fin de saison avec les Ospreys, il a disputé douze rencontres avec ces derniers auparavant. En avril, il signe une prolongation de contrat avec sa province. Le mois suivant, Warren Gatland le convoque dans une pré-liste de 54 joueurs pour préparer la Coupe du monde.

#### Confirmation au plus haut niveau et changement de statut (depuis 2023)
Début août, pour le premier match de préparation des Gallois à la compétition planétaire, il est titularisé et nommé capitaine de la sélection pour la première fois de sa carrière où il mène son équipe à la victoire face à l'Angleterre en délivrant une passe décisive à Gareth Davies et réalisant vingt-cinq plaquages, ce qui lui vaut la récompense d'homme du match,. Durant le même mois, il est élu joueur gallois de la saison 2022-2023,. Deux semaines après le premier match de préparation, il est de nouveau capitaine face à l'Afrique du Sud, mais cette fois-ci les Gallois perdent lourdement 52-16 à domicile. Deux jours après cette rencontre, il est annoncé qu'il fait partie du groupe final amené à disputer la Coupe du monde et est nommé co-capitaine de la sélection avec Dewi Lake, cette nomination fait qu'il est comparé à son prédécesseur Sam Warburton ,. Pour la première journée de la compétition dans la poule C, il est titularisé et nommé seul capitaine, en l'absence de Dewi Lake, face aux Fidji. Lors des deux journées suivantes, il est l'auteur d'un essai contre le Portugal, où il est nommé homme du match, et d'un autre essai contre l'Australie où il délivre une nouvelle bonne performance en réalisant quinze plaquages, un 50:22 ainsi qu'une passe décisive,. Il est alors nommé comme étant l'un des meilleurs joueurs de la phase de poules et ses performances le confirme en tant que présent et futur de la sélection galloise,,,,,. Également titulaire lors du quart de finale, il ne peut empêcher la défaite et donc l'élimination des siens par l'Argentine sur le score de 29 à 17. Quelques jours après cette élimination, il est de nouveau retenu dans le groupe gallois pour affronter les Barbarians lors d'une rencontre non-officielle prévue début novembre suivant. Durant cette rencontre, il est titularisé et prend part à la victoire 49-26 de son équipe.
Après trois matchs disputés avec les Ospreys depuis son retour, il subit néanmoins une blessure, en décembre, pouvant l'obliger à se faire opérer et à potentiellement rater le prochain Tournoi des Six Nations. Finalement, il est bien forfait pour le Tournoi 2024.
Début mai 2025, il est convoqué pour la tournée des Lions britanniques et irlandais en Australie. Il honore sa première sélection avec cette équipe face à l'Argentine le 20 juin suivant. 

## Statistiques

### Statistiques en équipe nationale
Jac Morgan compte 23 capes en équipe du Pays de Galles, dont 19 en tant que titulaire, depuis sa première sélection le 12 février 2022 face à l'équipe d'Écosse. Il inscrit 7 essais, 35 points.
Il dispute la Coupe du monde en 2023, il prend part à quatre rencontres en tant que titulaire et inscrit deux essais.
| Numéro | Date              | Lieu                          | Adversaire | Compétition         | Résultat | Score |
| ------ | ----------------- | ----------------------------- | ---------- | ------------------- | -------- | ----- |
| 1      | 19 novembre 2022  | Millennium Stadium, Cardiff   | Géorgie    | Test match          | Défaite  | 12-13 |
| 2      | 19 novembre 2022  | Millennium Stadium, Cardiff   | Géorgie    | Test match          | Défaite  | 12-13 |
| 3      | 26 novembre 2022  | Millennium Stadium, Cardiff   | Australie  | Test match          | Défaite  | 34-39 |
| 4      | 26 novembre 2022  | Millennium Stadium, Cardiff   | Australie  | Test match          | Défaite  | 34-39 |
| 5      | 16 septembre 2023 | Stade de Nice, Nice           | Portugal   | Coupe du monde 2023 | Victoire | 28-8  |
| 6      | 24 septembre 2023 | Parc Olympique lyonnais, Lyon | Australie  | Coupe du monde 2023 | Victoire | 40-6  |

## Palmarès

### En club
Néant

### En équipe nationale
Néant

#### Tournoi des Six Nations
| Édition          | Rang | Résultats Pays de Galles | Résultats Morgan | Matchs Morgan |
| ---------------- | ---- | ------------------------ | ---------------- | ------------- |
| Six Nations 2022 | 5e   | 1 v, 0 n, 4 d            | 1 v, 0 n, 2 d    | 3/5           |
| Six Nations 2023 | 5e   | 1 v, 0 n, 4 d            | 1 v, 0 n, 2 d    | 3/5           |

Légende : v = victoire ; n = match nul ; d = défaite ; la ligne est en gras quand il y a Grand Chelem.

### Distinctions personnelles
- Prix du Turnover king[N 1] du United Rugby Championship en 2022.
- Joueur gallois de la saison 2022-2023.
- Membre de l'équipe type du Tournoi des Six Nations en 2025.
- Membre de l'équipe type du United Rugby Championship en 2025.